# Шелдон Купер
Шелдон Ли Купер (англ. Sheldon Lee Cooper) — вымышленный персонаж, один из основных героев американского телесериала «Теория Большого взрыва» и его спин-оффа «Детство Шелдона». Роль Шелдона Купера в «Теории Большого взрыва» исполняет Джим Парсонс, получивший за неё премии «Эмми» (2010, 2011, 2013, 2014) и «Золотой глобус» (2011) как лучший актёр комедийного сериала. Иэн Армитидж исполнял роль Шелдона Купера в сериале «Детство Шелдона».
Шелдон занимается теоретической физикой в Калифорнийском технологическом институте и живёт в одной квартире со своим коллегой и другом Леонардом Хофстедтером (Джонни Галэки) и на одной лестничной площадке с Пенни (Кейли Куоко).
Личность Шелдона настолько необычна, что он стал одним из самых популярных телевизионных персонажей. Гениальный учёный, с ранних лет поглощённый занятием теоретической физикой, в своём развитии не получил достаточных социальных навыков. У упрямого и эгоцентричного Шелдона чрезвычайно развито логическое мышление, он лишён обычной чуткости, сопереживания и ряда других немаловажных эмоций, что, наряду с гипертрофированным самомнением и инфантильностью, вызывает значительную часть смешных ситуаций в сериале. Тем не менее в некоторых эпизодах проявляется его сочувствующая натура. Некоторые зрители полагают, что он может иметь синдром Аспергера. В одной из серий «Теории большого взрыва» Шелдон упоминал, что некоторые цифры розового цвета имеют запах бензина, что свидетельствует о наличии синестезии.
- Главные герои сериала названы именами Шелдон и Леонард в честь знаменитого актёра и телепродюсера Шелдона Леонарда.
- Фамилия Шелдона совпадает с фамилией известного американского физика Леона Нила Купера, лауреата Нобелевской премии по физике 1972 года за создание Микроскопической теории сверхпроводимости совместно с Джоном Бардином и Джоном Шриффером, а имя совпадает с именем лауреата Нобелевской премии по физике за 1979 год Шелдона Ли Глэшоу.

## Биография
Родился 26 февраля 1980 г. в Галвестоне, штат Техас. В семье Шелдона не было ни учёных, ни интеллектуалов.
Шелдон был вундеркиндом с эйдетической памятью. Ребёнком он построил плохо работающий КПП-сканер, который сжёг Снежка́, морскую свинку его сестры Мисси, а самого Шелдона отправили в больницу с радиационными ожогами. Позже Шелдон построил вооружённого робота с помощью интегральных схем, сделанных из игрушечной духовки его сестры. Имеет застрявшее в носу мексиканское песо, которое засунул ему в возрасте 5 лет Билли Спаркс (5-й сезон, 12-я серия), по этой причине проходит рамку в аэропорту 45 минут. С 9 лет он считал налоги для своей семьи (упоминается в сериале «Детство Шелдона» 4-й сезон, 14-я серия).
К пятому классу Шелдон изучил латынь. Шелдон поступил в Техасский университет в Остине, когда ему было всего 11 лет, сразу после окончания пятого класса; он окончил колледж с отличием в возрасте 14 лет.
Когда Шелдону было 12, он хотел получить в подарок титановую центрифугу для разделения радиоизотопов, однако родители подарили ему мотоцикл-внедорожник. В 13 лет он построил небольшой ядерный реактор с целью обеспечить бесплатной электроэнергией свой город, однако вынужден был прекратить строительство после того, как федеральный агент сообщил ему, что хранить уран в гараже незаконно. В возрасте 14 лет он пробовал себя в лазеростроении (за что его послали в школу-интернат), а также начал писать докторскую диссертацию. Шелдон был самым молодым лауреатом премии Стивенсона в возрасте «четырнадцати с половиной лет», до того, как его обогнал Денис Ким — вундеркинд из Северной Кореи.
Шелдон работал в качестве приглашённого профессора в Университете Гейдельберга в Германии в 16 лет и получил свою первую степень кандидата наук в 15. Затем он провёл четыре года в работе над своей второй диссертацией. О том, что Шелдон обладает двумя степенями доктора наук, известно с первого сезона сериала.

### Семья

#### Мать
Мать Шелдона, Мэри, является очень набожной приверженкой учения Евангельских христиан, и её духовные убеждения часто вступают в конфликт с научной работой Шелдона. Кроме того, Мэри не отличается политкорректностью и имеет склонность к стереотипному мышлению. Тем не менее Мэри — очень хорошая мать. Сам Шелдон назвал её идеальной, Леонард описал её как «криптонит для Шелдона».
Когда Шелдон переживал из-за ссоры с Эми, заведя несколько десятков кошек с именами известных учёных, Леонард вызвал Мэри, чтобы она поговорила с Шелдоном. Мэри встретилась с Эми и уговорила её помириться с Шелдоном, а тому сказала, что рада прекращению их отношений. Шелдон не понял, что она манипулировала им, чтобы возобновить его отношения с «девушкой — другом, но не его девушкой», что одобрила Эми. Мэри затем сказала, что неважно, насколько умён человек, если кто-то говорит мужчинам, что им не нужно делать, то они захотят сделать ровно наоборот, то есть по-своему.
Зои Перри, получившая роль матери Шелдона в сериале «Детство Шелдона», является родной дочерью Лори Меткалф, игравшей мать в сериале «Теория большого взрыва».

#### Сестра
У Шелдона есть сестра-близнец Мисси. Высокая, привлекательная, она сразу же привлекла внимание Леонарда, Говарда и Раджа, которые всё время пытались пригласить её на свидание. Шелдон сказал, что в ДНК Мисси находится потенциал для другой «высшей мутации», нежели у него, но считает, что никто из его друзей не подходит на роль бойфренда его сестры. Шелдон обиделся, когда узнал, что Мисси в разговорах со своими друзьями называет его «научный работник». В 11 серии 7 сезона рожает племянника Шелдону (который был при родах). Во второй раз Мисси появляется в 11 сезоне. Показано, что она беременна вторым ребёнком и развелась с мужем. В 5 серии 2 сезона сериала «Детство Шелдона» показано, что Мисси, при невысоком общем уровне интеллекта, гениальна в том, в чём абсолютно не разбирается Шелдон — в распознавании чужих эмоций и в социальных взаимоотношениях.

#### Брат
Старший брат Шелдона, Джордж-младший (в семье его иногда называют Джорджи), владеет сетью шиномонтажных в Техасе. Отношения братьев крайне напряжённые — в детстве брат часто задавал Шелдону взбучку, а в 23 серии 11 сезона (первое появление Джорджа-младшего) упоминается, что они не разговаривают уже больше 10 лет. Тем не менее Джордж заботился о всей семье, когда умер их отец.
В сериале «Детство Шелдона» Джорджи спорит с отцом на 1000 долларов, что он не женится до 25 лет. Взрослый Шелдон сообщает, что Джорджи впервые женился в 19, что и произошло в 7 серии финального 7 сезона, но так и не отдал отцу проигранные деньги. Кроме того, после вечеринки на Хэллоуин, на которой подружка Джорджи пришла к Богу, он стал закоренелым атеистом.
Мать Шелдона о его брате и сестре: «Слава Богу, двое других моих детей тупы как пробки».

#### Отец
Отец Шелдона, Джордж, умер ещё до событий, происходивших в сериале, и часто упоминается как «техасский невежда». Мистер Купер умер из-за сердечного приступа, когда Шелдону было 14 лет, но во время одного из своих приездов Мисси привозит ему документы на имущество их отца. Шелдон вспоминает, как отец заставлял его смотреть футбол, несмотря на отсутствие у сына интереса к спорту.
Известно также, что у родителей Шелдона постоянно бывали ссоры, из-за которых он не может терпеть любых криков или выяснений отношений на повышенных тонах. Шелдон вспоминал, как мама ругала отца за пьянство, заставляя маленького мальчика плакать. В 3-м сезоне, когда Леонард и Пенни встречались, у них часто возникали перепалки. Тогда Шелдон включал блендер или просто убегал из квартиры в магазин комиксов.
В сериале «Детство Шелдона», приквеле «Теории Большого взрыва», а также в 12 сезоне «Теория Большого взрыва» выясняется, что Джордж работал учителем физкультуры и тренером футбольной команды в школе, где учился Шелдон, а также воевал во Вьетнаме. Он показан как любящий и понимающий отец, старающийся поддерживать тёплые отношения с сыном.

#### Бабуленька
Несмотря на отсутствие эмоциональной привязанности к другим людям, Шелдон очень любит свою бабуленьку, Конни, которая называет его «мой пирожочек». 
В сериале «Детство Шелдона» Конни показана как любительница выпивки и азартных игр, что резко контрастирует с характером её дочери Мэри.

## Внешний вид
Шелдон высокий и худой, отчего Пенни называет его «богомол» и «жираф» («Извини, жеребец, — пришёл твой странный друг Жираф»), а Радж, намекая на персонажа C-3PO из Звёздных Войн, однажды назвал его «Блестящий Шелдон».
Шелдон носит футболки с изображением персонажей комиксов вселенной Марвел и DC comics, в числе которых Флэш, Аквамен, Супермен, Зелёный фонарь, Зелёная стрела, Бэтмен, Шазам. Также он иногда надевает футболки разного цвета с изображением своего любимого числа — 73. Обычно под футболкой он носит лонгслив (футболку с длинным рукавом). Шелдон также часто появляется в майках с рисунками в виде разных телевизионных настроечных таблиц. На лекциях и выступлениях перед публикой Шелдон надевает клетчатый костюм. Подобной же расцветки его пижама и халат.

## Личность

### Интеллект
IQ Шелдона — 187, и он обладает эйдетической памятью. Судя по анекдотичным комментариям Шелдона (например, о пользовании вилкой в Таиланде), он обладает обширным запасом знаний о множестве вещей. Тем не менее Шелдон крайне слаб во всём, что касается социального интеллекта.

### Характер
Шелдон обладает рядом качеств, обычно проявляющихся у людей с расстройствами аутистического спектра, такими, как слабая социальная активность, отсутствие эмпатии, ананкастное расстройство личности и многими другими чертами, делающими его одним из самых эксцентричных и причудливых персонажей в сериале. Особенности его характера включают в себя:
- Синестезия. Шелдон интуитивно ощущает простые числа. В одной из серий он заявил: «…Ты же тоже видишь, что простые числа подсвечены красным, но если это парные простые, то они розовые и пахнут бензином…»[17]. Говоря о своём любимым числе, Шелдон поясняет: «73 — это 21-е простое число. Написанное наоборот оно 37 — это 12-е простое число, и если написать его наоборот — 21, — это результат умножения семи и трёх, а также число 73, написанное в двоичной системе счисления является палиндромом: 1-0-0-1-0-0-1».
- Ананкастное расстройство личности. Шелдону присуще строгое соблюдение расписания своей деятельности: прием пищи, посещение ванной комнаты, исполнение своих обязанностей или стирка белья — все по графику.
- Самовлюблённость. Шелдон часто испытывает потребность в восхищении по поводу собственной персоны и постоянно указывает на своё интеллектуальное превосходство. Так, например, думая, что он смог найти способ синтезировать новый элемент, Шелдон, преисполненный гордости, призывает Леонарда «пасть ниц и утирать слезы при виде его величия».
- Мизофобия. Беспокоится, если кто-то касается его пищи или его самого, очень часто моет руки и принимает душ два раза в день[18].
- Ипохондрия. Шелдон часто беспокоится о том, что может заболеть. Боялся заразиться гриппом от Пенни[12]. В одном из эпизодов он хотел получить полное медицинское обследование от подруги Леонарда, доктора Стефани Барнетт, чтобы обнаружить причину шума в ушах[19].
- Неспособность солгать, однако минимум дважды Шелдон инициировал ложь. Когда Шелдон становится соучастником лжи, он старается приложить все усилия, чтобы сказанное казалось правдоподобным, но зачастую доводит это до абсурда[20]. Неспособен хранить секреты[21]. Однако это не помешало Шелдону скрывать от Эми наличие водительских прав,
- Неспособность сидеть в разных местах. Шелдон отказывается сидеть где-либо, кроме своего собственного места на диване в своей квартире, которое он считает «единственной точкой постоянства в меняющемся мире» и «особым местом в пространстве, вокруг которого вращается вся Вселенная»[22][23]. Он регулярно упрекает Пенни и других людей, которые сидят на его месте. Однако он может адаптироваться к сидению ещё где-либо, например, на подходящей по плотности подушке и с определённой дисперсией света, если он имеет возможность проверить их[24].
- Нетерпимость людей в своей спальне. Однажды он нервничал, когда Пенни вошла в его комнату в середине ночи[25]. В другой раз Шелдон неохотно пустил Пенни в свою спальню, чтобы она взяла ключ от стола для передачи ему USB-флеш-накопителя, постоянно напоминая ей, что это далеко не постоянный сервитут, а одноразовое разрешение[15].
- Патологическое накопительство. Шелдон не может выбросить ни одну из своих вещей. Он имеет хранилище, в котором хранит все, что у него когда-либо было, в том числе мяч для гольфа, которым его в детстве ударил брат.
- Страх сцены или логофобия. Хотя Шелдон может совершенно спокойно говорить с небольшими группами, общаться с толпой он не может. По его словам, толпой считается количество людей, способных растоптать его (36 взрослых или 70 детей)[10].
- Фобии Шелдона — собаки, птицы и сетки. Несколько раз Шелдон упоминал, что в детстве курица загнала его на дерево.

Из-за вышеупомянутых характеристик друзья считают Шелдона «безумным» или «сумасшедшим», хотя сам Шелдон заявил, что его собственная мать проводила с ним психологические тесты, когда он был маленьким. Сама мать упоминала, что после прохождения тестов Шелдона направили для дальнейших исследований к доктору в Хьюстон, однако она игнорировала это направление, о чём иногда жалеет.
У Шелдона присутствуют некоторые «детские» качества. Он, казалось бы, не понимает этого и считает это способом достижения своей цели. К примеру, это проявляется в названии команды Калифорнийского Университета по боулингу, или в принятии решения ехать на выступление Нобелевского лауреата Джорджа Смута в Сан-Франциско на поезде (объясняя это своей любовью к поездам), или в том, что его мама (или Пенни) должны спеть ему песню «Мягкий Пушистый Котёнок» («Soft Kitty»), потирая его грудь, когда он болеет. Не выносит свист. Не может хранить тайны и не терпит, когда кто-то с кем-то ругается в его присутствии. У Шелдона нет водительских прав и он боится водить, поэтому друзья вынуждены его везде возить. Когда Пенни поскользнулась в ванной и вывихнула плечо, Шелдону пришлось отвезти её в больницу (после этой поездки Шелдону пришла повестка в суд). В 10 сезоне Шелдон рассказывает Эми, что некоторое время назад он всё же получил права. Впрочем, когда Говард и Шелдон возвращались из пустыни после неудачного запуска ракеты, Шелдон упомянул, что на экзамене он резко развернул машину на 180°, из-за чего его вырвало. В той же серии ему выписывают штраф за превышение скорости, после чего он предлагает полицейскому после передачи водительского удостоверения «оставьте его себе».
Шелдон употребляет алкоголь только в исключительных случаях, а кофеин и некоторые другие вещества старается не употреблять вовсе. Выпив небольшое количество алкоголя, Шелдон начал петь Лекхаим в кафешке Пенни, а сильно выпив перед речью на вручение награды, превратил своё выступление в стендап-шоу. Также в состоянии опьянения Шелдон собирался подраться с Уилом Уитоном, читал учебник по геологии и звонил Стивену Хокингу. Небольшое количество кофе делало его гиперактивным в теоретической физике и непродуктивным в изготовлении заколок-«пенницветиков», а после банки Ред Булла Шелдон включил ипохондрика и начал полагать, что у него серьёзная зависимость от кофеина.
Шелдон придерживается строгого режима питания: ест определённые продукты в определённые дни (например, «вечер пиццы», «вечер тайской еды»), и его пища имеет специфические особенности, например, определённый вид горчицы, нарезанные брокколи вместо тёртых, определённый порядок ингредиентов в сэндвиче и т. д.

### Увлечения
Как и его друзья-учёные, Шелдон любит комиксы, видеоигры и научную фантастику. Он поклонник многих фильмов и сериалов («Звёздный крейсер „Галактика“», «Доктор Кто», «Светлячок», «Звёздные врата», «Звёздные Войны», «Звёздный Путь»), однако ненавидит «Вавилон-5».
- Безусловно, самым любимым персонажем Шелдона является Спок из сериала «Звездный путь», потому что у них много общего: они очень умны, практически не выражают своих эмоций и ненавидят нарушать правила. Когда Пенни на Рождество подарила Шелдону салфетку, на которой расписался Леонард Нимой (актёр, сыгравший Спока), Шелдон завалил Пенни подарками и даже её обнял, ведь теперь у него появилась ДНК самого Спока[32]. Леонард Нимой и Стэн Ли выдвигали судебные иски против Шелдона[31][32].
- Другими его любимыми персонажами являются Бэтмен[28][33][34] и Флэш. В сериале Шелдон трижды изображал Флэша: на хэллоуин-вечеринке у Пенни (правда, во Флэша нарядились все парни, и в итоге на вечеринку Шелдон пошёл в костюме эффекта Доплера), под действием кофеина, когда Пенни решила изготовить тысячу заколок для общества трансвеститов, и на рождественский парад костюмов в магазине комиксов (когда ребята вместе с Заком и Пенни косплеили Лигу Справедливости Америки).
- В сериале Детство Шелдона упоминается, что комиксы про Людей X помогли Шелдону избавиться от боязни есть твёрдую пищу, появившуюся из-за случившейся с Шелдоном механической асфиксии едой.
- Любимый фильм Шелдона — «Индиана Джонс: В поисках утраченного ковчега».
- Каждую субботу в 6:15 утра Шелдон делает себе хлопья, включает телевизор и смотрит Доктор Кто по телеканалу BBC America. По средам Шелдон играет в «Halo»[18][33], в выходной в пейнтбол с друзьями[33], а каждый вечер субботы посещает прачечную. Кроме того, он не стыдится признаться в эксцентричности своих интересов (например, в любви к игре «Клингонский боггл»).
- Шелдон носит футболки с изображением персонажей комиксов вселенной Марвел и DC comics, в числе которых Флэш, Аквамен, Супермен, Зелёный Фонарь, Зелёная стрела, Капитан Марвел. У него есть кольцо силы и фонарь (всё зелёное).
- Шелдон любит играть в MMORPG Age of Conan (3 серия 2 сезона) и World of Warcraft.

Однако у Шелдона есть увлечения, которые отличают его от прочих друзей. Главной страстью Шелдона, помимо науки, являются поезда и железнодорожный транспорт в целом. Шелдон знает множество любопытных подробностей о железнодорожном транспорте США и мира, уделяя особое внимание истории паровозостроения. Шелдона восхищает совершенная система ЖД стандартов, сводов, правил, инструкций. Он прекрасно разбирается в моделях поездов, особенно старинных паровозов, коллекционирует игрушечные модели поездов, и путешествовать предпочитает именно на поездах. В частности, когда он испытывал дискомфорт из-за постоянных перемен в его жизни, он отправился в путешествие по США по железной дороге, в ходе поездки побывав в самых разных городах, но никогда не покидая пределы вокзала.
Кроме того, Шелдон увлекается флагами. Он даже разработал флаг своей квартиры (идущий золотой лев на лазурном фоне). Совместно с Эми он создал веб-шоу о флагах «Занимательные флаги с доктором Шелдоном Купером». Несмотря на манеру ведения шоу, оно пользуется некоторой популярностью. В частности, последний выпуск шоу оказался далеко не последним, так как великий гений решил, что фанаты не переживут, если шоу закончится.
Ещё одним увлечением Шелдона является работа с документами. Из-за любви к порядку Шелдон прекрасно разбирается в налоговом законодательстве, а также любит составлять контракты и планы. Когда Радж встречался с глухой девушкой, упоминается, что он помогал с налогами отцу Раджа и выяснил, что семейство Кутраппали, по выражению Шелдона, «баснословно богато».
Документы, разработанные Шелдоном:
- Соглашение о совместном проживании, созданное, чтобы обеспечить мирное сосуществование с Леонардом. В соглашение входят пункты о совместном времяпрепровождении, графике использования ванной комнаты и раздел о возможном будущем. К примеру, если Шелдон станет зомби, Леонард не имеет права его убить. Зачастую, когда Леонард пытается апеллировать к соседскому соглашению, Шелдон не прислушивается. В 21 серии 4 сезона Шелдон, будучи поставлен в тупик рамками соглашения, в которые его загнала Прия, составил новое соглашение, которое Леонард подписал под страхом разрыва отношений со своей девушкой. Кроме того, в 5 сезоне Леонард и Шелдон временно расторгают соглашение из-за того, что Шелдон устроил репетицию апокалипсиса, из-за чего Леонард не выспался, а потом потребовал, чтобы Леонард отвёз его к дантисту.
- Соглашение об отношениях. Составил с началом отношений с Эми. В соглашении указаны пункты о том, что партнёр должен заботиться о другом партнёре, а каждый второй четверг (третий, если в месяце пять четвергов) они устраивают свидания.
- Соглашение об отношениях для бабушки и доктора Джона Стёрджесса.
- Бюджет для Раджа. Составлен в 10 сезоне, когда Радж пытался отказаться от использования денег родителей.
- Соглашение о совместной работе над проектом системы наведения. Составлен по просьбе Бернадетт, чтобы заставить Шелдона перестать издеваться над Говардом. Кроме того, Шелдон включил в договор пункт о том, что 25 % заработанных средств пойдут в фонд будущего ребёнка семейства Воловиц.
- Соглашение об отношениях Пенни и Леонарда, после того как Леонард «расслабился» и стал принимать как должное то, что встречается с Пенни.
- Соглашение с его детьми, которое было упомянуто в конце 22 серии 1 сезона в Детстве Шелдона.

#### Шелдон и шахматы
Шелдон играет в разные настольные игры (карты, дженга, домино, скрэббл, и др), в том числе и шахматы. Шелдон любит разные головоломки. В разных сериях это были: Кубик Рубика, китайская шкатулка, Ханойская башня, и другие.
Шелдон в разных сериях обыгрывал в шахматы Леонарда, Эми, Говарда и Раджа. Также Шелдон играет в «трехмерные шахматы» и придумал свою версию шахмат «на троих игроков» на плоской доске. 

#### Шелдон и музыка
Шелдон обладает абсолютным слухом и может сходу сыграть любую мелодию на любом инструменте, за исключением скрипки. В разных сериях он играет на:
- фортепиано (синтезаторе);
- блок-флейте;
- терменвоксе;
- бонго;
- тубе;
- бас-гитаре.

Также в разных сериях Шелдон пел песни: рождественские песни, американский гимн, еврейские песни, «We Will Rock You» песню группы Queen.
Кроме того, в одной из серий Шелдон продемонстрировал владение тувинским горловым пением.
При этом он никогда не обучался музыке целенаправленно, поскольку убеждён, что все музыканты — наркоманы.
В 17 серии 2 сезона сериала «Детство Шелдона» Шелдон, подражая Эйнштейну, пытался научиться играть на скрипке. Получалось у него плохо.

### Отношения с другими людьми
Несмотря на свой ум, Шелдон, как правило, ведёт себя неумело при контакте с другими людьми. Из-за постоянных замечаний невпопад и чересчур прямого следования логике у него сложились непростые отношения с его друзьями, особенно с Пенни. Шелдон плохо понимает сарказм, иронию и испытывает трудности с «языками лица и тела». Шелдон иногда использует сленг для того, чтобы люди могли его легче понять, но применяет его неумело. Его коронной фразой является «Бугагашенька!» (в переводе «Кураж-Бамбей»; в оригинале — «Bazinga!»). Чувствует себя неуверенно, когда нужно кого-то обнять (потому что категорически не любит касаться других, боясь испачкаться или подцепить болезнь).
Несмотря на своё странное поведение, Шелдон проявляет доброту и сочувствие. Когда кто-то из друзей расстроен, Шелдон всегда порывается сделать огорчённому горячий напиток, чтобы утешить. Когда Пенни была стеснена в средствах, Шелдон позволил ей занять большое количество своих сбережений, не заботясь о своевременном возвращении долга, что было описано Леонардом как «одна из немногих его странностей, за которые ты не хочешь убить его». Кроме того, когда Шелдон случайно забыл свои ключи от квартиры, Пенни разрешила ему остаться ночевать у неё и, несмотря на раздражение Пенни, Шелдон искренне поблагодарил её за это. Когда Пенни захотела подарить Шелдону подарок на Рождество, он был чрезвычайно встревожен, потому что не знал, каков будет подарок, и не хотел подарить ответный подарок меньший по значимости. Он купил несколько подарочных корзин с косметикой (чтобы выбрать ту, которая будет соответствовать по цене подарку Пенни), но как только узнал, что она подарила ему салфетку с автографом Леонарда Нимоя (которой он также вытер рот, и, следовательно, на ней была его ДНК, из которой можно было создать клон знаменитого актёра), он подарил ей сразу все корзины и обнял, впервые показав хоть какую-то физическую близость с кем-либо, после этого Пенни называла это «редкой обнимашкой от Шелдона».
У Шелдона есть система «страйков», если кто-то нарушает поставленные им правила. Если один человек получает три «страйка», он даёт ему выбор: либо извиниться, либо ходить на его лекции.

### Синдром Аспергера
Некоторые зрители заметили, что поведение Шелдона во многом соответствует Синдрому Аспергера. Однако авторы сериала заявили, что при создании образа не использовали этот синдром в качестве основы для характера Шелдона Купера. Соавтор сериала Билл Прэди сказал: «Мы создаём характер персонажа для многих людей, и каждый видит в нём различные вещи и делает свои выводы». В интервью исполнитель роли Джим Парсонс упомянул ответ создателей, но добавил, что, по его мнению, «у Шелдона столько признаков синдрома Аспергера, что больше некуда». Парсонс читал мемуары Джона Элдера Робисона «Посмотри мне в глаза» о жизни с синдромом Аспергера и сказал: «Очень многое из того, что я прочёл в этой книге, имеет отношение к личности Шелдона».

## Работа
Шелдон — публикующийся физик-теоретик, имеющий две степени доктора наук (PhD) и степень магистра. Он проводит исследования теории струн в Калифорнийском технологическом институте. На протяжении развития событий Шелдон перешёл от изучения бозонной теории струн к гетеротической теории струн.
С Раджем он работал над теорией струн под действием гамма-лучей от аннигиляции темной материи и рассматривал метод оптимизации 500 ГэВ детектора частиц в этом направлении. Шелдон и Леонард совместно написали статью, которая была представлена в Институте экспериментальной физики. Он часто посвящает в свои творческие идеи и теории Леонарда, к большому раздражению второго, но не прислушивается к нему относительно его (Леонарда) исследований.
Как и Леонард, Шелдон держит в гостиной магнитно-маркерную доску для своих научных вычислений.
Когда Шелдон был одержим решением своей проблемы в вычислениях, он пошёл работать на несложную физическую работу, чтобы очистить свои мыслительные процессы, как в своё время делал Альберт Эйнштейн. К ужасу Пенни, он пришёл работать в её Чизкейк-Кафе, хотя не был сотрудником.
Будучи физиком-теоретиком, Шелдон выказывал презрение к механике, называя инженеров «благородные многоквалифицированые рабочие» и «умпа-лумпы науки», ссылаясь на книгу «Чарли и шоколадная фабрика». Кроме того, он издевается над работой Леонарда и своих друзей в области экспериментальной физики, называя её банальной и простой.
Есть только два человека с его работы, которые представляются для Шелдона интеллектуально равными или превосходящими его — это Лесли Винкл (к которой он относится презрительно) и Барри Крипке, который -по времени- обогнал Шелдона в своих исследованиях.

Лесли, в свою очередь, часто подшучивает над Шелдоном и его интеллектуальностью.

Барри же не обращает особого внимания на своё превосходство, зато яростно завидует Шелдону в том, что у того есть девушка (Эми Фара Фаулер).
В одном из эпизодов 4-го сезона Доктор Шелдон Купер озвучивает свои научные степени: «I’m Dr. Sheldon Cooper, BS, MS, MA, PhD, and ScD.», что означает: BS — бакалавр наук (англ. Bachelor of Science), MS — магистр наук (англ. Master of Science), MA — магистр искусств (англ. Master of Arts), PhD — доктор философии (лат. Philosophiæ Doctor) и ScD — доктор наук (лат. Scientiæ Doctor). Своё представление он заканчивает шуткой-аббревиатурой — «OMG, right?»
У Шелдона особое отношение к коллегам-учёным других специальностей. Шелдон не считает геологию наукой, а также с презрением относится к гуманитарным наукам и биологии.

## Отношения
Находясь среди друзей, Шелдон не показывает интерес в формировании социальных отношений любого рода с кем-либо и доволен своим нынешним кругом общения.
По мнению некоторых обозревателей, Шелдон представлен как бы асексуальным. Соавтор сериала Чак Лорри сказал: «Одна из вещей, придающих Шелдону уникальность — он не участвует ни в каких видах отношений и не показывает интереса никакого типа — гетеросексуального, гомосексуального, бисексуального, любой сексуальности».
Пенни однажды спросила Шелдона, делал ли он «это», подразумевая его сексуальные отношения. Леонард ответил, что у них с Говардом есть предположение, что Шелдону не нужен секс, а размножается он посредством митоза.
Но некоторые критики не согласны с такой интерпретацией. Джон Вайсман из Los Angeles Times пишет, что «найдётся женщина, что сможет вытащить Шелдона из своей оболочки». В интервью Джим Парсонс говорит, что его персонаж в конечном итоге скорее всего завяжет романтические отношения, что и произошло в будущем с новой героиней телесериала Эми Фара Фаулер.
Несмотря на отсутствие у Шелдона интереса романтического или сексуального характера, ему каким-то образом удалось привлечь внимание по меньшей мере четырёх женщин и одного мужчины. Он, однако, каждый раз совершенно не понимал ситуацию.
Шелдон непреднамеренно развязал «отношения» с Рамоной Новицки, аспиранткой, которая считала его своим «героем для поклонения». После его лекции Рамона организовала ужин в квартире Шелдона и впоследствии продолжала там бывать в течение нескольких дней, оказывая давление на него, чтобы он ни на что не отвлекался и сосредоточился на своих исследованиях. После завершения Шелдоном работы Рамона попросила его стать соавтором проекта, за что была изгнана Шелдоном. В 24 серии 10 сезона Рамона возвращается и всячески показывает заинтересованность в отношениях с Шелдоном. В конце концов она его целует, но Шелдон сбегает, так как состоит в серьёзных отношениях с Эми.
Шелдон имел дружбу с матерью Леонарда, доктором Беверли Хофстедтер (Кристин Барански). Сходство в их личностях позволило им общаться на уровне, достаточно высоком для Шелдона. После их первой встречи они поддерживали связь через электронную почту, обменивались информацией и научно-исследовательскими работами. Когда она приезжает, чтобы сообщить Леонарду, что разводится с его отцом, Пенни ведёт её в бар, где они напиваются. Беверли целует Шелдона в порыве страсти, но отвергает варианты их дальнейшей физической близости. Несмотря на это Шелдон и Беверли остаются друзьями.

### Шелдон и Эми
В конце третьего сезона Говард и Радж спорят с Шелдоном и регистрируют его на сайте знакомств, где находят Эми Фара Фаулер — «женскую версию Шелдона». Она, в свою очередь, дала обещание матери ходить на свидания раз в год, таким образом встретившись с Шелдоном. Их отношения продолжаются и в четвёртом сезоне сериала. В его первой серии Шелдон говорит, что они всё лето общались только посредством Интернета и что они планируют завести ребёнка без брака и без полового акта. Решение завести ребёнка искусственным способом побудило Пенни пригрозить ему, что она позвонит его матери, которая, ввиду своих религиозных взглядов, гарантировано будет против ребёнка, родившегося в пробирке. Несмотря на совместимость Шелдона и Эми и сочувствие друг к другу, Шелдон часто указывает, что они не в романтических отношениях, говоря об Эми: «Она девушка, она друг, но не моя девушка!» (She is a girl, she is a friend, but she is not a girlfriend). Друзья называют их одним словом — Шеми, от слияния имен Шелдон и Эми (подразумевая также английское shame — «стыд, позор»). В пятом сезоне Шелдон предлагает Эми стать его девушкой. Это случилось после того, как Стюарт — хозяин магазина комиксов — пригласил её на свидание. В 15 серии 7 сезона «The Locomotion Manipulation» Шелдон саркастически говорит Эми, что, если она хочет романтики, она её получит, и целует её в первый раз.
В 8 серии 8 сезона Шелдон признаётся Эми в любви. В 11 серии 8 сезона, желая огорчить Эми из-за того, что она заставляет праздновать Рождество, Шелдон решает подарить ей «идеальный подарок», чтобы она чувствовала себя виноватой. Он делает в торговом центре фотографию, сидя на коленях у Санты, вставляет её в музыкальную рамку, где звучат слова: «Счастливого Рождества, моя дорогая Эми! Надеюсь, ты будешь ценить это так же сильно, как я ценю тебя». Он не ожидал, что Эми тоже приготовила ему подарок — это противоречит их договору. Но, как оказалось, она специально для этого позвонила бабушке Шелдона и узнала рецепт рождественских печений, который Шелдон назвал «идеальными». В 24 серии 8 сезона Эми решает сделать в их отношениях перерыв, так как, по её мнению, любить Шелдона — тяжело «эмоционально и физически». В финальной сцене Шелдон достаёт кольцо и становится понятно, что он был готов на серьёзный шаг — сделать Эми предложение. Далее, в первой серии 9 сезона, Шелдон начинает давить на Эми, всячески косвенно оскорбляя её. Не выдержав его «оскорблений», она решает закончить их отношения. На протяжении одиннадцати серий 9 сезона Шелдон и Эми переосмысливают свои отношения: Шелдон надеется вернуть её, а Эми ходит на свидания. Узнав об этом, Шелдон теряет надежду вернуть её, и в итоге Эми предлагает ему остаться друзьями. В 9 серии 9 сезона Шелдон приглашает Эми в океанариум в День Благодарения как своего друга. Эми понимает, что ещё любит Шелдона, однако тот в этой же серии говорит, что ему нравится быть её «просто другом». Некоторое время спустя, в 10 серии 9 сезона, Шелдон начинает слышать мелодию в своей голове, и, обладая эйдетической памятью, он решает, что эта мелодия что-то значит для него. В результате Шелдон узнает, что эта песня группы The Beach Boys — Darlin.
Поняв, что это за песня, Шелдон догадался, что песня связана с Эми, и герой понимает, что она нужна ему, что она «Кондиционер его сердца». Шелдон решает сразу пойти к ней и рассказать о своих чувствах. Он предлагает ей восстановить отношения, на что она с радостью соглашается. В день рождения Эми, который наступил как раз во время их воссоединения, Шелдон решает пропустить просмотр фильма «Звёздные войны: Пробуждение силы» и решает подарить ей в качестве подарка свой первый раз (половой акт). От этого заявления даже его соседка Пенни была шокирована, так как Шелдон — мизофоб. В этот момент зритель начинает понимать, что он излечился от своей фобии. Впоследствии Шелдон и Эми совершают соитие.
С 10 сезона Шелдон и Эми живут в бывшей квартире Пенни, так как в квартире Эми проводится ремонт. Когда ремонт заканчивается, Эми и Шелдон продолжают жить вместе. В предпоследней серии Эми уезжает на три месяца на практику в Принстонский университет, что расстраивает великого гения. Когда Рамона возвращается и пытается увести Шелдона у Эми, тот улетает в Нью-Джерси, приходит к Эми и предлагает ей пожениться, на что та отвечает согласием. Свадьба Шелдона и Эми состоялась в финале 11 сезона. В 22 серии 1 сезона «Детство Шелдона» взрослый Шелдон, который озвучивает сериал, говорит, что у него есть дети. В 24 серии 12 сезона Шелдон и Эми получают Нобелевскую премию.

### Друзья
Шелдон может общаться с ограниченным количеством друзей, входящих в его круг общения.
Его лучший друг — Леонард, является в то же время и его соседом по квартире. Шелдон составил «Соседское соглашение», куда включил правила обязательные к исполнению во время совместного проживания. Несмотря на то, что Шелдон постоянно делает замечания Леонарду, он ценит дружбу с ним. Создатель сериала Билл Пради говорит, что «тот факт, что Шелдон считает Леонарда своим лучшим другом, напоминает нам о существенных человеческих качествах Шелдона». Во время экспедиции Леонарда на море в команде Стивена Хокинга Шелдон скучал по Леонарду, хотя и не признавал этого.
Шелдон однажды пытался убрать Раджа из своего круга друзей, заменив его на Барри Крипке, хотя на самом деле причина была в том, что Радж неверно ответил на вопрос в его анкете. Ему нравится Радж из-за его этнической принадлежности, говоря что он «вносит разнообразие» в их социальную группу, а также потому, что Радж, так же как и Шелдон, любит обезьян и поезда. Он считает Раджа хорошим другом и часто оказывал ему помощь, к примеру, дал ему работу под своим руководством.
Шелдон часто высмеивает Говарда, потому что у того нет докторской степени. В одном из эпизодов он назвал Говарда «ценным знакомым», а не другом, как остальных. Тем не менее, он часто помогал ему в работе и был недоволен, когда Говард пропустил ночь игры в Halo, уйдя к Кристи (подруге Пенни). Однажды Говард разозлился на Шелдона, когда тот рассказал агенту ФБР о провале (Воловиц сломал марсоход), что помешало ему получить нужный допуск. Говард отказывался принимать извинения от Шелдона, пока тот не решил отдать ему своё место на диване. Но просидев 94 секунды на другом месте, Шелдон потребовал его обратно. Говарда часто беспокоит то, что Шелдон пренебрежительно отзывается об их дружбе. В момент, когда Шелдон решал, кого исключить из круга друзей, он сказал Говарду, что он не кандидат, несмотря на то, что «недоступен для игры в Halo во время еврейских осенних праздников». Тем не менее, фраза «ценный знакомый» того явно расстроила, в то время как Радж, Леонард и Пенни считались друзьями. Впоследствии, Говард и Шелдон наладили отношения.
Пока Говард был в космосе, его место в компании занял Стюарт. Стюарт идеально подошёл под эту роль, так как окончил художественную школу, что, по мнению великого гения, было так же просто, как MIT, имеющее в ряду своих выпускников Говарда. Обращался он со Стюартом также как с Говардом, называя его «Лжеволовиц». Когда Воловиц вернулся, Шелдон решил отказаться от дружбы со Стюартом, но после 30 % скидки на комиксы отказался от этой идеи.
В детстве Шелдон включил в свой список заклятых врагов актёра Уила Уитона за то, что он не приехал на комикс-конвенцию в Джэксоне, Миссисипи, когда Шелдону было 12 лет. В 5 серии 3 сезона Шелдон принял участие в карточном турнире, в котором принимал участие Уил. Он почти победил Уитона в финальном матче, но тот рассказал Шелдону, что не смог приехать на конвенцию, так как был на похоронах бабушки. Шелдон, будучи не в состоянии уничтожить человека, любившего свою бабуленьку, намеренно проиграл игру только чтобы узнать, что Уитон придумал эту историю, чтобы выиграть. После этого они неоднократно вступали в конфронтации. В частности, когда Уитон с друзьями без очереди прошли в кинотеатр на фильм «В поисках утраченного ковчега» с дополнительной, ранее не показанной 21 секундой материалов, из-за чего ребятам не хватило мест, Шелдон украл плёнки с фильмом. В пятом сезоне Уил дарит ему фигурку с автографом, после чего вражда прекращается.

### Отношения с Пенни
Несмотря на то, что Пенни не физик, не разделяет интересов его и его друзей (Парсонс описал их как «полярные противоположности») и постоянно ссорится с ним в первом сезоне, они стали близкими друзьями из-за проведённого времени наедине друг с другом. Например, Пенни заботилась о Шелдоне во время его болезни; приглашала к себе, когда он забыл ключи от своей квартиры, в то время, когда его друзья были в Лас-Вегасе.
Шелдон отвечал тем же, когда она вывихнула плечо. Во всех этих случаях сюжетная линия заканчивается, когда один из них поёт «Soft Kitty» — песню, которую пела Шелдону его мама во время его болезни:
«Soft kitty, warm kitty,

Little ball of fur,

Happy kitty, sleepy kitty,

Purr, purr, purr.»

Кроме того, когда Пенни и Леонард расстались, он по-прежнему считал Пенни другом и принимал от неё приглашение на ужин, но скрывал это от Леонарда, потому что Говард называл такое поведение «некошерным». Отношения между Шелдоном и Пенни получили высокую оценку критиков. Джеймс Чемберлин из IGN пишет: «Кейли Куоко и Джим Парсонс отличные актёры сами по себе, но когда вместе взятые они действительно блеск». Чак Лорри заявил, что Шелдон и Пенни есть «образец природного комического спаривания». Некоторые обозреватели рассматривали возможность романтических отношений между Шелдоном и Пенни. Лорри, однако, против этого, говоря: «Мы нацеливались на создание персонажа, который выбрал для себя уникальный образ жизни, и я не вижу никаких причин для его изменения». Кейли Куоко сказала, что ей смешно слышать вопросы о возможности романтических отношений между ними, и что, если бы это произошло в девятом сезоне, Пенни убила бы Шелдона: 
They keep wanting to know, «What’s going to happen with Leonard and Penny? Why can’t Sheldon and Penny date?» Which cracks me up. That would have to be a nightmare sequence in season nine because they would kill each other. Penny would kill Sheldon.

## Создание и кастинг
Характер Шелдона был основан на образе программиста, друга Билла Прэди, Шелдона Леонарда, в честь которого и получили имена главные герои. Чак Лорри сразу утвердил Джонни Галэки на роль Шелдона, но Галэки думал, что он лучше подойдет под характер Леонарда. Лорри сказал Джиму Парсонсу, когда тот пробовался на роль, что он «поразительно хорош», и согласился отдать ему роль Шелдона Купера.

## Получение Нобелевской Премии
В последней серии 11 сезона, во время свадьбы Эми и Шелдона, во время диалога с Леонардом Шелдон неожиданно для себя сформировывает теорию супер-асимметрии. Рассказав об этом Эми, вместе с ней проводит несколько часов, расписывая зеркало в комнате невесты вычислениями о данной теории. Весь следующий сезон молодожены сталкиваются со множеством испытаний на пути к заветной награде: опровержение русским учёным теории супер-асимметрии, присваивание другими людьми данной теории и непонимание со стороны окружающих. После интервью на ТВ Эми осознает, что выглядит плохо, и всерьёз расстраивается. Чтобы поднять подруге настроение, Радж предлагает ей полностью сменить имидж, но Шелдону изменения не нравится.. У Купера из-за внимания прессы и коллег начинается очередной экзистенциальный кризис. Человек, который всю свою жизнь держал ситуацию под контролем, чувствует, что всё вокруг него меняется. Даже Эми.
Пиком этих тревог становится сцена, в которой Пенни поднимается к своей квартире на лифте, который не работал все 12 сезонов сериала. Чтобы успокоить Шелдона, Пенни отвозит его в бар, где затевает игру: она пьёт алкоголь каждый раз, когда Купер произносит слово «change».
Вскоре Пенни удается убедить друга в том, что перемен бояться не нужно, и на самом деле единственная стабильная штука в жизни — это всё то, что постоянно меняется. Затем Шелдон успокоился и помирился с женой, а Пенни вернулась домой и устроила пьяный секс с Леонардом — судя по всему, незащищённый.
Когда спустя два месяца герои дружно отправились в Стокгольм, на вручение Нобелевской премии, Пенни уже знала, что беременна, но продолжала скрывать это от всех, кроме Леонарда.
Однако в самолёте Шелдон заметил, что девушка постоянно бегает в туалет, и устроил панику: он подумал, что у неё кишечный грипп. Поэтому Пенни и Леонарду пришлось открыть всем правду.
По дороге в Стокгольм Шелдон умудрился поссориться со всеми друзьями — он грубо отреагировал и на беременность Пенни («Любой может родить ребёнка, но не любой может получить Нобелевскую»), и на родительские тревоги Говарда и Бернадетт (они оставили двух своих детей с владельцем магазина комиксов, но тот явно не справился).
В конце концов Шелдон во время вручения премии выкинул свою заранее заготовленную 90-минутную речь и публично признался в любви к своим друзьям, каждого из которых попросил встать, а Леонарда и вовсе назвал «доктором», хотя к его званию всегда относился с шутливым пренебрежением. То же самое Шелдон сделал и с Говардом, назвав его гордо «астронавт», хотя много лет смеялся над его статусом и не признавал его. В конце своей искренней речи он говорит: «Я прошу прощения, если я не был близким вам человеком, которого вы заслуживаете. Но я хочу, чтобы вы знали, по-своему я люблю вас всех».

## Отзывы
- За роль Шелдона Джим Парсонс получил похвалу от критиков, и это часто приводится как основная причина успеха сериала[71][72][73].
- Джеймс Чемберлин из IGN пишет: «Трудно представить, что в „Теории Большого взрыва“ было бы, если бы не Джим Парсонс, „великий Шелдон Купер“»[74].
- Мэтт Рош из TV Guide заявил, что «есть искра Божественного вдохновения в Джиме Парсонсе»[75].
- Кен Такер из Entertainment Weekly пишет, что «Парсонс делает что-то редко встречающееся в телевизионных шоу: создаёт интеллектуальное восхищение, даже героическое»[5].

### Номинации и премии
- 16 июля 2009 года Джим Парсонс был номинирован на премию Эмми в категории «Лучший актёр комедийного сериала» за роль Шелдона[76].
- Он был номинирован снова 8 июля 2010 года, и победил в той же номинации[77].
- В августе 2009 года Парсонс получил от Ассоциации телевизионных критиков награду за высокие индивидуальные достижения в комедийном кино[78].
- Он также был номинирован на приз зрительских симпатий премии Выбор народа[79] и на премию Satellite Award за лучшую мужскую роль в комедии или мюзикле[80].
- 16 января 2011 года Джим Парсонс получил Золотой Глобус в номинации лучший актёр комедийного сериала, награду ему вручила его коллега по съёмочной площадке Кейли Куоко, исполнившая роль Пенни.